# Biskupi koszalińsko-kołobrzescy
Biskupi koszalińsko-kołobrzescy – biskupi diecezjalni i biskupi pomocniczy diecezji koszalińsko-kołobrzeskiej.

## Biskupi

### Biskupi diecezjalni
| Lata urzędowania | Biskup | Biskup             | Uwagi                                                 |
| ---------------- | ------ | ------------------ | ----------------------------------------------------- |
| 1972–1992        |        | Ignacy Jeż         | przewidziany do kreacji kardynalskiej w 2007          |
| 1992–1996        |        | Czesław Domin      |                                                       |
| 1996–2004        |        | Marian Gołębiewski | następnie arcybiskup metropolita wrocławski           |
| 2004–2007        |        | Kazimierz Nycz     | następnie arcybiskup metropolita warszawski, kardynał |
| 2007–2023        |        | Edward Dajczak     |                                                       |
| 2023–2025        |        | Zbigniew Zieliński | następnie arcybiskup metropolita poznański            |

### Biskupi pomocniczy
| Lata urzędowania | Biskup | Biskup               | Uwagi |
| ---------------- | ------ | -------------------- | --- |
| 1974–2007        |        | Tadeusz Werno        | |
| 1984–1992        |        | Piotr Krupa          | następnie biskup pomocniczy pelpliński                                                                       |
| 1995–2015        |        | Paweł Cieślik        | |
| od 2009          |        | Krzysztof Zadarko    | |
| 2016–2021        |        | Krzysztof Włodarczyk | następnie biskup diecezjalny bydgoski                                                                        |
| 2022–2023        |        | Zbigniew Zieliński   | koadiutor, następnie biskup diecezjalny koszalińsko-kołobrzeski, późniejszy arcybiskup metropolita poznański |